# Бетел пописна област (Аљаска)
Бетел пописна област (енгл. Bethel Census Area) насељено је место без административног статуса у америчкој савезној држави Аљаска.

## Демографија
По попису из 2010. године број становника је 17.013, што је 1.007 (6,3%) становника више него 2000. године.
| Група             | 2000.         | 2010.         |
| Белци             | 1.958 (12,2%) | 1.854 (10,9%) |
| Афроамериканци    | 61 (0,4%)     | 65 (0,4%)     |
| Азијати           | 168 (1,0%)    | 160 (0,9%)    |
| Хиспаноамериканци | 140 (0,9%)    | 181 (1,1%)    |
| Укупно            | 16.006        | 17.013        |